# Domingo Viejobueno
Domingo Viejobueno (Buenos Aires, 11 de junio de 1838-Buenos Aires, 15 de junio de 1901) fue un militar argentino, perteneciente al Ejército Argentino, que alcanzó el rango de General de División. Participó en diversos conflictos durante la formación del Estado argentino y se destacó en distintas batallas de la Guerra de la Triple Alianza.

## Biografía
Hijo del militar Joaquín Viejobueno y también hermano del general homónimo Joaquín Viejobueno. Comenzó su carrera militar tomando parte como alférez de la entonces Guardia Nacional durante la revolución del 11 de septiembre de 1852. Habiendo sido instruido como miembro de caballería, al poco tiempo se especializa en la artillería, que comienza a ser su rama. Leal a Bartolomé Mitre, participó a sus órdenes en la batalla de Cepeda y Pavón, donde fue comandante de artilleros. Tras la victoria de Mitre frente a Justo José de Urquiza, fue finalmente incorporado como general al Ejército Argentino.
El estallido de la Guerra de la Triple Alianza, durante la presidencia del mencionado Mitre, lo llevó a comandar a las tropas de artillería en la toma de la Ciudad de Corrientes, tomando parte en la batalla de Yatay y el sitio de Uruguayana. Bajo su mando decidió la adquisición de cañones Krupp para las tropas aliadas.
Tras la guerra contra el Paraguay fue destinado a funciones relacionadas con la artillería y la fabricación y prueba de material bélico. Fue jefe de Estado Mayor del Ejército Argentino, ordenando como tal. En 1880 fue parte de la comisión que repatrió los restos de José de San Martín a la Argentina desde Boulogne-sur-Mer, Francia, donde había fallecido exiliado.
En sus últimos años de carrera, fue jefe de Estado Mayor General, como también Secretario de Guerra del entonces Ministerio del Ejército.

## Homenajes
Es fruto de diversos homenajes, desde calles y escuelas en toda la Argentina. El Ejército Argentino nombró al Batallón de Arsenales 601 como «Batallón Domingo Viejobueno», que pasó a ser conocido por el asalto cometido por el Ejército Revolucionario del Pueblo contra el mismo a fines de diciembre de 1975, ya que era un gran depósito de material bélico del cual buscaba hacerse el grupo armado. Desde entonces, «Domingo Viejobueno» como nombre es asociado con aquel incidente.